# Antoni Llardén i Carratalà
Antoni Llardén i Carratalà (Barcelona, 1951) és un empresari i enginyer industrial català, president d'Enagás des de 2007.
És enginyer industrial per l'Escola Tècnica Superior d'Enginyeria Industrial de Barcelona. Va iniciar la seva carrera a Enginyers Consultors. Al llarg de la seva trajectòria ha ocupat diferents responsabilitats, especialment al sector de les infraestructures i de l'energia. Està casat i té un fill. També va ser membre dels consells d'administració de l'Instituto Nacional de Industria, de l'Institut de Crèdit Oficial, de Telefónica, d'Enresa i de Caixa Catalunya.